# Aedanus Burke
Aedanus Burke, född 16 juni 1743 i Galway, död 30 mars 1802 i Charleston, South Carolina, var en amerikansk politiker född på Irland.
Han var ledamot av delstaten South Carolinas representanthus 1779-1788 och därefter ledamot av USA:s representanthus från South Carolina 1789-1791.